# Cmentarz żydowski w Rogowie
Cmentarz żydowski w Rogowie – dawny kirkut znajdujący się we wsi Rogowo, w powiecie żnińskim. Mieścił się przy ulicy Przybrzeżnej. Obecnie nie ma na nim żadnych macew. Teren dawnego cmentarza zajmuje hydrofornia i droga publiczna. Powierzchnia nekropolii - około 0,26 ha.